# Búho (Marvel Comics)
El Búho (Leland Owlsley) es un supervillano ficticio que aparece en los cómics estadounidenses publicados por Marvel Comics. El personaje se representa generalmente como un enemigo de los superhéroes Daredevil, Spider-Man y Gata Negra. Creado por el escritor Stan Lee y el artista Joe Orlando, el personaje apareció por primera vez en Daredevil # 3 (agosto de 1964).
El personaje ha aparecido en numerosas adaptaciones de medios, incluida la serie de televisión de Netflix, Daredevil, en la que es interpretado por Bob Gunton.

## Historial de publicaciones
El personaje apareció por primera vez en Daredevil # 3 (agosto de 1964). Fue un enemigo recurrente de Daredevil durante los años sesenta y setenta. Desde entonces, ha aparecido ocasionalmente en varios títulos de Marvel, en contra de superhéroes como Spider-Man, y se ha enfrentado nuevamente a Daredevil.
Originalmente, Bob Layton, escritor de los primeros cinco números de X-Factor, tenía la intención de utilizar el Búho como el misterioso maestro de Alianza del Mal (mencionado en X-Factor # 4 (mayo de 1986). La página final de X-Factor # 5 inicialmente contó con el búho, sino como Layton fue retirado del libro y reemplazado por Louise Simonson, la página final fue cambiado para ofrecer un nuevo personaje llamado Apocalypse en su lugar, como Simonson y el editor Bob Harras quería un nuevo villano para el libro.

## Biografía del personaje ficticio
Leland Owlsley fue una vez un financiero exitoso e inversionista financiero, apodado "El Búho de Wall Street" por su sabiduría financiera, hasta que el IRS expuso pruebas de su evasión de impuestos y negocios deshonestos. En lugar de luchar contra los cargos, se instaló en un escondite al otro lado del río Hudson y siguió una nueva carrera como un señor del crimen. El Búho ya había estado agrupando un porcentaje de sus ganancias en la investigación de mejoras de potencia, y en este momento estos esfuerzos habían producido un suero que le dio la capacidad de volar. Posteriormente empleó dos agentes y capturó a Daredevil en un encuentro fortuito, planea matarlo en una reunión de jefes del hampa para hacerse el jefe indiscutido del crimen. Sin embargo, Daredevil escapó y se enfrentó al búho en la batalla. Finalmente, al determinar que no podía derrotar a Daredevil desarmado y solo, huyó, escapando de su enemigo en el río. Cuando llegó a la orilla, Owl fue capturado por la policía, condenado y sentenciado a prisión por el juez Lewis.
Después de un escape, el Búho estableció un nuevo escondite en una isla volcánica y secuestró al Juez Lewis y Matt Murdock (alter ego de Daredevil), forzándolos a participar en un juicio simulado con Lewis como el acusado. Murdock logró cambiar a Daredevil. El segundo enfrentamiento de Búho con su némesis terminó en un empate, y ambos se vieron obligados a huir de la isla en erupción. Luego fue liberado de prisión por el Sr. Kline, quien le ordenó capturar a Daredevil. El Búho atrajo a Daredevil al combate y lo derrotó, enviándolo a su muerte en picado. Sin embargo, Daredevil fue salvado por la Viuda Negra, y los dos trabajaron juntos para capturar al Búho cuando su banda irrumpió en el tesoro de San Francisco. El Búho luego se mudó a Chicago, y adquirió la tecnología para drenar cerebros humanos de conocimiento, y luchó contra el gato. El Búho regresó a San Francisco y capturó brevemente a Daredevil y la Viuda Negra. El Búho fue golpeado más tarde con una dolencia debilitante que resultó en la parálisis de sus piernas. Regresó a Nueva York y reclutó al Hombre-Toro. El Búho intentó secuestrar a un neurólogo para curar su dolencia, pero Daredevil lo frustra.
El Búho fue rescatado más tarde por sus secuaces, y equipado con un marcapasos neurológico para curar su dolencia. Luchó contra Daredevil y Spider-Man, y quedó incapacitado cuando su marcapasos cortocircuitó. El Búho estaba confinado a un módulo de soporte vital diseñado por Maggia. Intentó saquear Nueva York al amparo de un apagón en toda la ciudad, pero fue capturado por Spider-Man, Viuda Negra y Simon Stroud. Ya no se limita al módulo, el Búho más tarde participó en una guerra de pandillas contra el Doctor Octopus en un intento de usurpar la posición de Kingpin como el jefe del crimen del inframundo de Nueva York. El Búho se encontró con Spider-Man y la Gata Negra, y fue golpeado por el Doctor Octopus. El Búho fue convocado místicamente a Winnipeg, Canadá, por Llan el Hechicero. Allí, luchó contra Alpha Flight y Gamma Flight con Nekra, Asp y Escorpión (Mac Gargan). El Búho fue más tarde uno de los criminales reunidos por el Doctor Doom para luchar contra los Cuatro Fantásticos en Washington D. C.
Con el paso de los años, el Búho se ha vuelto cada vez menos humano como resultado de extraños experimentos a los que se ha sometido en un esfuerzo por mejorar su capacidad natural para deslizarse y reparar daños en su espina dorsal que lo han vuelto parapléjico. El Búho una vez necesitó usar un exoesqueleto para caminar, pero desde entonces se ha recuperado de esta lesión.
El Búho comenzó a restablecer su presencia en el inframundo criminal con la ausencia de Kingpin. Cuando Spider-Man lo visita con respecto a la información sobre el secuestro de May Parker, el Búho dice que Electro y el Buitre la secuestraron. Esto resulta ser una estratagema del Búho, que persigue a los dos villanos (contrata a la Gata Negra para encontrarlos) por robarle. Comenzó a ampliar su imperio criminal mediante la refinación de la hormona del crecimiento mutante a partir de su propio material genético, aunque Daredevil pudo lograr su detención.
Se las arregló para manipular detrás de escena y hacer que Kingpin fuera arrestado por un asesinato pasado cuando parecía que Fisk iba a hacer un trato con el FBI. El acuerdo en cuestión involucró a Matt Murdock siendo arrestado por ser Daredevil. Cuando Foggy Nelson, en representación de Murdock en la corte, lo visitó en la cárcel, aparentemente fue asesinado por los otros prisioneros. El Búho más tarde se burló de Murdock sobre esto, y Murdock, quien se había desquiciado debido a la muerte de su amigo, golpeó brutalmente al Búho. Sin el conocimiento de los dos, Foggy estaba vivo en ese momento y en protección de testigos.
Más tarde, Búho escapó de la prisión y robó Deathlok de S.H.I.E.L.D., matando a cuatro agentes en el proceso. Establece una subasta con la esperanza de venderlo al mejor postor para otros supervillanos. Sin embargo, no pidió permiso a la Capucha (el auto establecido "Supervillanos de Kingpin") y Capucha posteriormente robó al Deathlok del Búho y le disparó.
El Búho ha estado desde entonces bajo custodia policial. Posteriormente fue liberado por Kingpin, que intentó emplearlo como parte de su plan para vengarse de La Mano. Tomó cautiva a Dakota North e implicó que la torturaría y la agrediría sexualmente para obtener información sobre Daredevil, quien luego apareció y cortó todos los nervios en sus brazos y piernas con una espada con la que Búho había intentado atacarlo.
Los miembros de la pandilla de Búho se mostraron luchando en una guerra de pandillas con Maggia en un depósito de chatarra. Hammerhead disparó a la pandilla mientras Silvermane fue alimentado a una trituradora de metal.
Más tarde se reveló que Búho recibió a sus secuaces de Taskmaster que los había entrenado.
Luego se vio a Búho comprando un producto llamado Ebony que venía de las glándulas de Corruptor. Él planeó sintetizarlo en una droga callejera solo para que Daredevil llegue y lo robe.
Búho asistió a un circo con Kingpin, Madame Máscara, Tombstone y Hammerhead cuando Hawkeye robó su dinero.
La pandilla de Búho más tarde terminó en un tiroteo con una pandilla liderada por el tercer White Dragon. Tanto Búho como White Dragon fueron brutalmente golpeados por el Superior Spider-Man (la mente del Doctor Octopus en el cuerpo de Spider-Man). El resto de la pandilla de Búho huyó y fueron reclutados por Rey Duende para unirse a la Nación Duende.
Los Seis Siniestros (que consiste en Boomerang, Overdrive, Shocker, Speed Demon y Escarabajo) atacan la base de Búho. Overdrive y Speed Demon fueron capturados por Búho e interrogados. Escarabajo intentó chantajear al Búho para que los liberara mientras disimulaba secretamente para hacer copias de seguridad. Poco impresionado, el Búho se preparó para ejecutarla cuando llegaron refuerzos en forma de Tombstone (que se reveló como el padre de Escarabajo).
Después de una serie de fracasos, Boomerang se une al Búho y forman los 16 Siniestros para recuperar la imagen del Doctor Doom que el primero había robado unos días antes, y que ahora estaba en manos del Camaleón. La alineación consistía en las heces del inframundo que Boomerang usó como carne de cañón para poder recuperar la pintura.

## Poderes y habilidades
El Búho ha ingerido un suero especial que le permitió deslizarse naturalmente por distancias cortas, aunque debe saltar desde una altura de al menos 20 pies (6,1 m) del suelo para hacerlo. Él es capaz de realizar maniobras complejas en el aire mientras se desliza, lo cual sería imposible para los humanos comunes. La capacidad de deslizamiento del búho es asistida por una débil capacidad psiónica para levitar su cuerpo. En las condiciones adecuadas, como las corrientes de aire favorables, el búho puede deslizarse por lo menos la longitud de una manzana. Él usa capas especialmente diseñadas para permitirle hacer esto.
Sus huesos son huecos, y posee una mayor masa muscular proporcional que los humanos normales. Aunque el Búho sólo se ejercita moderadamente, su fuerza, resistencia, resistencia / resistencia a las lesiones y la fatiga, y los reflejos / reacciones se han mejorado como resultado de la mutación (que es físicamente más fuerte y más duro que cualquier levantador de pesas olímpico). Su visión y audición son sobrehumanamente agudos, su cabeza puede rotar 180 grados, y sus ojos pueden moverse independientemente el uno del otro en sus propias órbitas y tener un mayor alcance visual que un ser humano ordinario. Sus dientes y uñas son esencialmente colmillos y garras que pueden rasgar la carne humana con relativa facilidad. La mayoría de sus adversarios asumen que él es solo un humano normal ya que casi nunca se involucra en luchas físicas; lo relega a sus subordinados, como el Buitre y Electro.
Con los años, Búho ha tomado una cantidad de drogas experimentales y se ha sometido a procedimientos quirúrgicos experimentales para aumentar su capacidad de deslizarse. Estos experimentos han tenido resultados mixtos y un subproducto de ellos es que ha sido alterado mutagéticamente de una manera que ha afectado negativamente su cordura y lo ha hecho más animal. Por ejemplo, le gusta comer ratones vivos con su vino vintage de seiscientos dólares.
El Búho usa un conjunto de garras metálicas afiladas de metal afiladas a cada antebrazo (muy parecido a las garras de Wolverine) y una capa especialmente diseñada para parecerse a las alas extendidas de un búho para ayudarlo a manejar durante el vuelo, y a menudo usa varias otras armas con temas de aves y piezas de equipo. Este equipo especial fue diseñado para él por Terrible Tinkerer. Aunque el Búho está algo trastornado, es un organizador criminal extremadamente hábil y lavador de dinero.
Durante algún tiempo, el Búho no pudo pararse o caminar sin un exoesqueleto especial para las piernas.

## Otras versiones

### Era de Apocalipsis
En la línea de tiempo alternativa de la historia de la Era del Apocalipsis de 1995-1996, el Búho es miembro de los Merodeadores, un grupo terrorista compuesto por humanos que han traicionado a la humanidad y se han unido a Apocalipsis. Esta encarnación del búho es asesinado por Gwen Stacy y Clint Barton, junto a sus compañeros miembros de los Merodeadores Dirigible, Red y Arcade.

### Age of Ultron
Durante la historia de Age of Ultron 2013, Búho y Hammerhead capturaron al Superior Spider-Man y esperaban cambiarlo por Ultron. Hawkeye fue al rescate del Superior Spider-Man cuando los Centinelas Ultron atacaron.

### Marvel Zombies
En el universo alternativo de Marvel Zombies, Búho y Hammerhead (que son lacayos del Kingpin) son asesinados a balazos por el Punisher a pesar del Apocalipsis zombi que está enfureciendo.

## En otros medios

### Televisión
- Apareció brevemente en el episodio de la serie animada de Spider-Man de los años 90 "Los Seis Siniestros". Él es retratado como uno de los señores del crimen aliados con Silvermane contra Kingpin. Él no tenía líneas para hablar en esta apariencia.
- Leland Owlsley es una serie regular en la temporada 1 de Daredevil, donde es interpretado por Bob Gunton.[29] En esta adaptación, el personaje no es retratado como un villano súper poderoso. Es un contable torcido en la firma de Silver & Brent, y maneja las finanzas de Fisk. Él tiene un hijo llamado Lee Owlsley.[30][31] Cuando Fisk se enamora de Vanessa Marianna, Owlsley conspira con Madame Gao para envenenar las bebidas en la gala benéfica de Fisk en un intento de matarla, ya que creen que Vanessa es una mala influencia para Fisk.[32] Después de que Madame Gao deja la ciudad después del descubrimiento de Matt de sus instalaciones de fabricación de heroína, Owlsley se reúne con Fisk para discutir quién participará en el tráfico de heroína de Madame Gao. Después de admitir su plan, trata de chantajear a Fisk al revelar que ha escondido al detective corrupto del Departamento de Policía de Nueva York, Carl Hoffman, a quien Fisk había obligado a matar a su compañero hospitalizado Christian Blake, a cambio de la mitad del dinero de Fisk. Fisk se enfurece y mata a Owlsley arrojándolo por el hueco del ascensor.[33]

### Videojuegos
- El Búho apareció como un mini jefe en el videojuego Spider-Man Animated Series.